# 1758 en santé et médecine
| Années de la santé et de la médecine : 1755 - 1756 - 1757 - 1758 - 1759 - 1760 - 1761    |
| Décennies de la santé et de la médecine : 1720 - 1730 - 1740 - 1750 - 1760 - 1770 - 1780 |

Cet article présente les faits marquants de l'année 1758 en santé et médecine.

## Événements

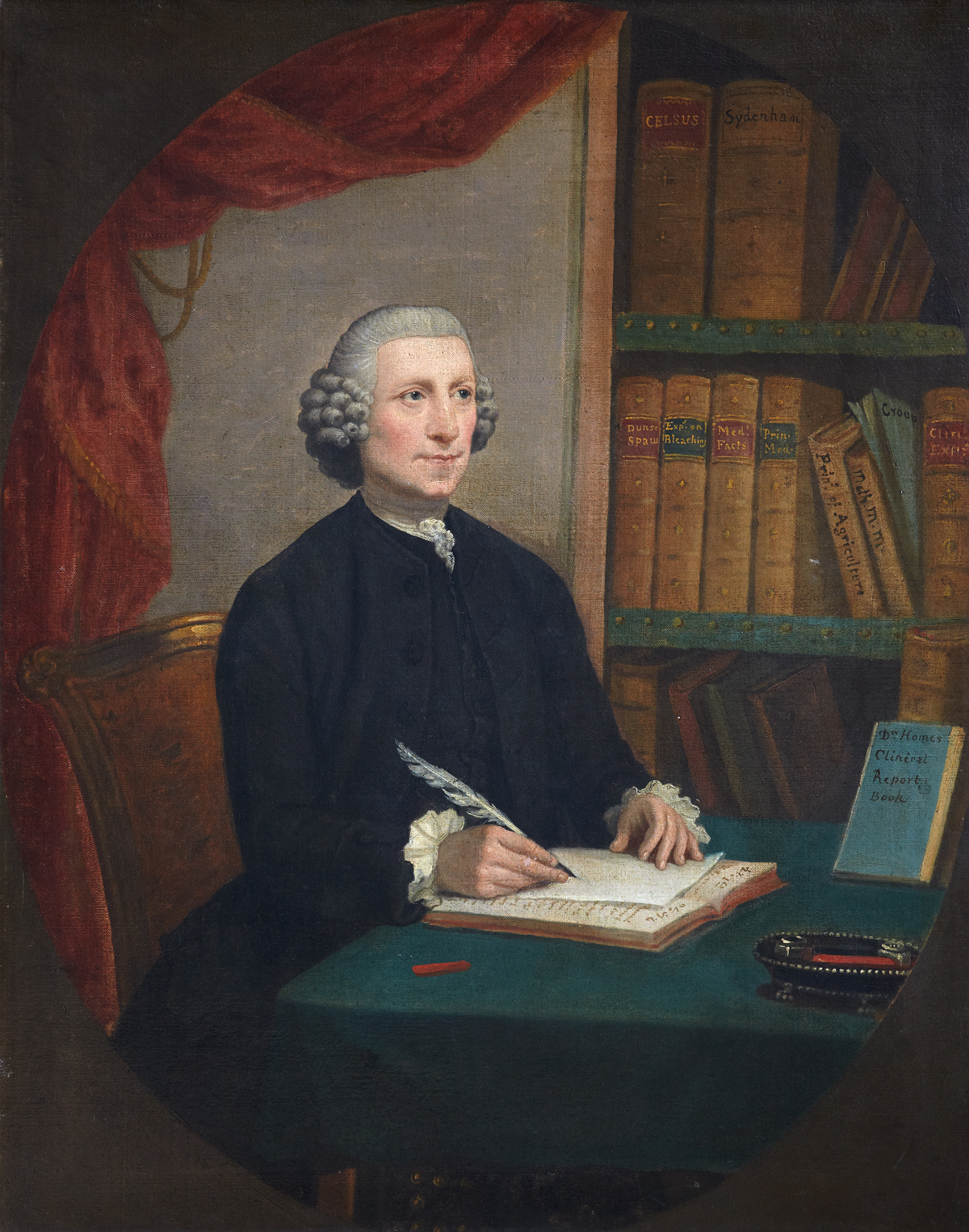
Francis Home par David Allan

- Fin 1758 et début 1759, Madagascar et l'île Maurice sont atteints de la variole[1].

Date inconnue
- L'Académie de chirurgie approuve la « machine » de démonstration d'Angélique du Coudray, reproduction du bassin d'une femme en couches qu'elle emploie dans ses cours aux sages-femmes[2].
- Le médecin écossais Francis Home (en) fait le premier essai de vaccination contre la rougeole[3],[4].

## Publications
- Joseph Raulin (1708-1784) fait publier son Traité des affections vaporeuses du sexe[5].
- Le médecin et économiste François Quesnay fait publier son Tableau économique.

## Naissances
- 9 mars : Franz Joseph Gall (mort en 1828), médecin allemand, considéré comme le père fondateur de la phrénologie.
- 12 octobre : Vincenzo Dandolo (mort en 1819), médecin, chimiste, agronome et homme politique italien.

## Décès
- 22 avril : Antoine de Jussieu (né en 1686), médecin et botaniste français.

Date à préciser
- Antonio Benevoli (it) (né en 1685), médecin italien et archiatre d'Innocent XIII.